# Ftiràpters
Els ftiràpters o polls (Phthiraptera) constitueixen un ordre d'insectes de la infraclasse dels neòpters. Aquest ordre conté uns tres milers d'espècies d'insectes sense ales. Hi ha ectoparàsits obligats de cada ordre d'ocells i de la majoria d'ordres de mamífers. No infesten monotremes i tampoc es troben en alguns ordres d'euteris, com els ratpenats, cetacis i pangolís. Hi ha tres espècies de polls anoplurs que s'alimenten de sang i que s'ha descrit la possibilitat de transmissors potencial de malalties en els humans:
- Poll del cabell (Pediculus humanus capitis)
- Poll del cos (Pediculus humanus humanus)[6]
- Poll del pubis, cabra o lladella (Pediculus pubis)[7]

Els polls, com les xinxes i puces, tendeixen a desaparèixer durant temps de pau i abundància. Tornen a aparèixer, però, en els temps difícils de guerres i crisis a causa principalment de l'augment de la pobresa i d'una reducció en els nivells d'higiene.